# Monzavous Edwards
Monzavous « Rae » Edwards (né le 7 mai 1981 à Opelika) est un athlète américain naturalisé nigérian en 2014, spécialiste du sprint.
En 2004, il est testé positif au tétrahydrocannabinol et reçoit un avertissement.
Il termine 3e du 100 m des Championnats américains 2009, en 10 s 00 (+ 3,1 m/s) et se qualifie pour les Mondiaux de Berlin.
Il remporte la médaille de bronze du 100 m lors des Championnats d'Afrique d'athlétisme 2014 puis se qualifie en 2016 pour les Jeux olympiques de Rio, au titre de son nouveau pays.